# Arefa Tretiacenko
Arefa Tretiacenko (în rusă Арефа Эммануилович Третьяченко; n. 24 octombrie/5 noiembrie 1867, Ismail, România – d. 1937, Ismail, Ismail, România) a fost un politician țarist, deputat în Duma de Stat al celor de-a II-a și a III-a convocări din partea Basarabiei.

## Biografie

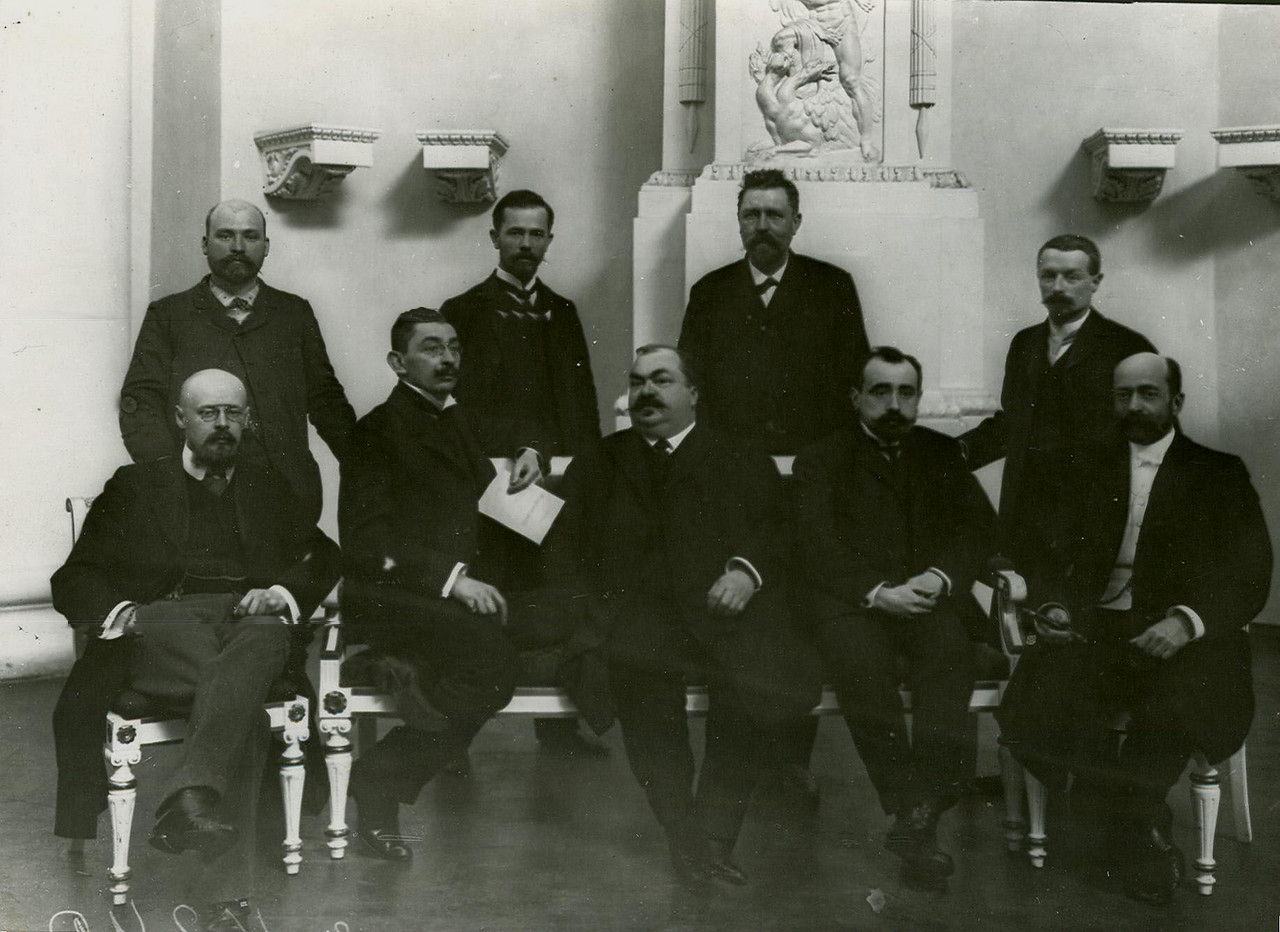
Membri ai Dumei a II-a de Stat din partea Basarabiei. În picioare (de la stânga): Emelian Melenciuc, Arefa Tretiacenko, Johann Gerstenberger și Dmitri Sviatopolk-Mirski; așezați (de la stânga): Vladimir Purișkevici, Pavel Krupensky, Anton Demianovici, Pantelimon Sinadino și Pavel Crușeveanu.

S-a născut în anul 1867 în orașul Ismail. Și-a făcut studiile secundare la Gimnaziul din Ismail și studiile superioare la Institutul veterinar din Harkov. După absolvirea institutului, s-a stabilit pe moșia sa și s-a apucat de agricultură, unde deține 700 de zeciuieli. Prima perioadă a fost membru al Partidului Centrului Basarabean.
În februarie 1907 a fost ales membru al Dumei a II-a de Stat din gubernia Basarabia, în cadrul căreia a fost membru al fracțiunii „Uniunii din 17 octombrie” și al unui grup al dreptei moderate.
Înainte de alegerile pentru Duma a III-a de Stat, s-a alăturat secției din Chișinău a Uniunii poporului rus, pentru a obține sprijin suplimentar din partea alegătorilor. Aderarea sa la partid a fost sprijinită de Pavel Krupensky, pentru a bloca alegerea lui Pavel Crușeveanu. În octombrie 1907 a fost ales în Dumă de către al 2-lea congres al alegătorilor orașelor din Basarabia. În cadrul celei de-a III-a convocări a făcut parte din „Fracțiunea națională rusă”. A fost, de asemenea, membru al comisiilor: pământ, pescuit și comunicații.
La sfârșitul anului 1917, cu arma în mână, și-a apărat moșia de un pogrom. În 1918 a fost delegat de Consiliul comunal Ismail la Sfatul Țării, unde a vorbit la o recepție cu ministrul român de interne cu un raport „Despre situația finanțelor orașului în general și problema funciară în special”. A locuit în Basarabia și după Unirea Basarabiei cu România. A murit în 1937, fiind înmormântat în orașul natal. A fost căsătorit și a avut cinci fii.